# Svarttyglad glasögonfågel
Svarttyglad glasögonfågel (Heleia goodfellowi) är en fågel i familjen glasögonfåglar inom ordningen tättingar.

## Utseende och läte
Svarttyglad glasögonfågel är en rätt liten tätting. Ovansidan är olivgrön med mörkare vingar och stjärt. Undersidan är smutsgul med ljusgrå strupe. I ansiktet syns en svartaktig ögonmask. Arten är ytligt lik gulbukig visslare, men denna har tjockare näbb och saknar ansiktsmasken. Bland lätena hörs melodiska visslingar och sträva lockläten.

## Utbredning och systematik
Svarttyglad glasögonfågel förekommer enbart på Mindanao i södra Filippinerna och delas in i tre underarter med följande utbredning:
- goodfellowi – bergen Apo, Matutum, Mount Mayo och Katanglad
- malindangensis – berget Malindang
- gracilis – berget Hilong Hilong på nordöstra Mindanao

### Släktestillhörighet
Arten placeras traditionellt i släktet Lophozosterops, men genetiska studier visar att arterna i det släktet står alla nära fåglarna i Heleia och förs numera allt oftare dit.

## Status
Trots det begränsade utbredningsområdet och det faktum att den minskar i antal anses beståndet vara livskraftigt av internationella naturvårdsunionen IUCN. 

## Namn
Fågelns vetenskapliga artnamn hedrar Walter Goodfellow (1866–1953), engelsk upptäcktsresande och ornitolog. Fram tills nyligen kallades den goodfellowglasögonfågel även på svenska, men justerades 2022 till ett enklare och mer informativt namn av BirdLife Sveriges taxonomikommitté. Den har tidigare även kallats svartmaskad glasögonfågel och mindanaoglasögonfågel, numera namn på Zosterops anomalus respektive Dasycrotapha plateni.